# Aotus azarae
Aotus azarae is een zoogdier uit de familie van de nachtaapjes (Aotidae). De wetenschappelijke naam van de soort werd voor het eerst geldig gepubliceerd door Alexander von Humboldt in 1811.

## Leefwijze
De soort is monogaam. Het mannetje staat mee in voor de verzorging van de jongen.

## Voorkomen
De soort komt voor in Bolivia, Paraguay en Argentinië.

## Ondersoorten
De soort heeft de volgende drie ondersoorten:
- Aotus azarae azarae (Humboldt, 1811) – komt voor in Paraguay, zuidelijk Bolivia en zuidelijk Brazilië.
- Aotus azarae boliviensis D. G. Elliot, 1907 – komt voor in het oosten van Bolivia en het zuidoosten van Peru.
- Aotus azarae infulatus (Kuhl, 1820) – komt voor in centraal Brazilië.